# 発端丈山
発端丈山（ほったんじょうさん、ほんたんじょうやま）は、静岡県沼津市と伊豆の国市の境界にある標高410 mの山である。
伊豆国と駿河国との境界に位置し、静浦山地に属する。

## 概要
駿河湾の湾奥に面した低山である。山麓にある支湾の内浦湾には宿泊施設が並び、伊豆・三津シーパラダイスがある。
南北朝時代に畠山国清が発端丈山に三津城を構えたという史料が残っている。1361年に国清は弟二人と共に、この三津城と、伊豆の国市の金山城、伊豆市の修善寺城に立て籠もり、鎌倉公方勢と戦い、翌年に降伏した。

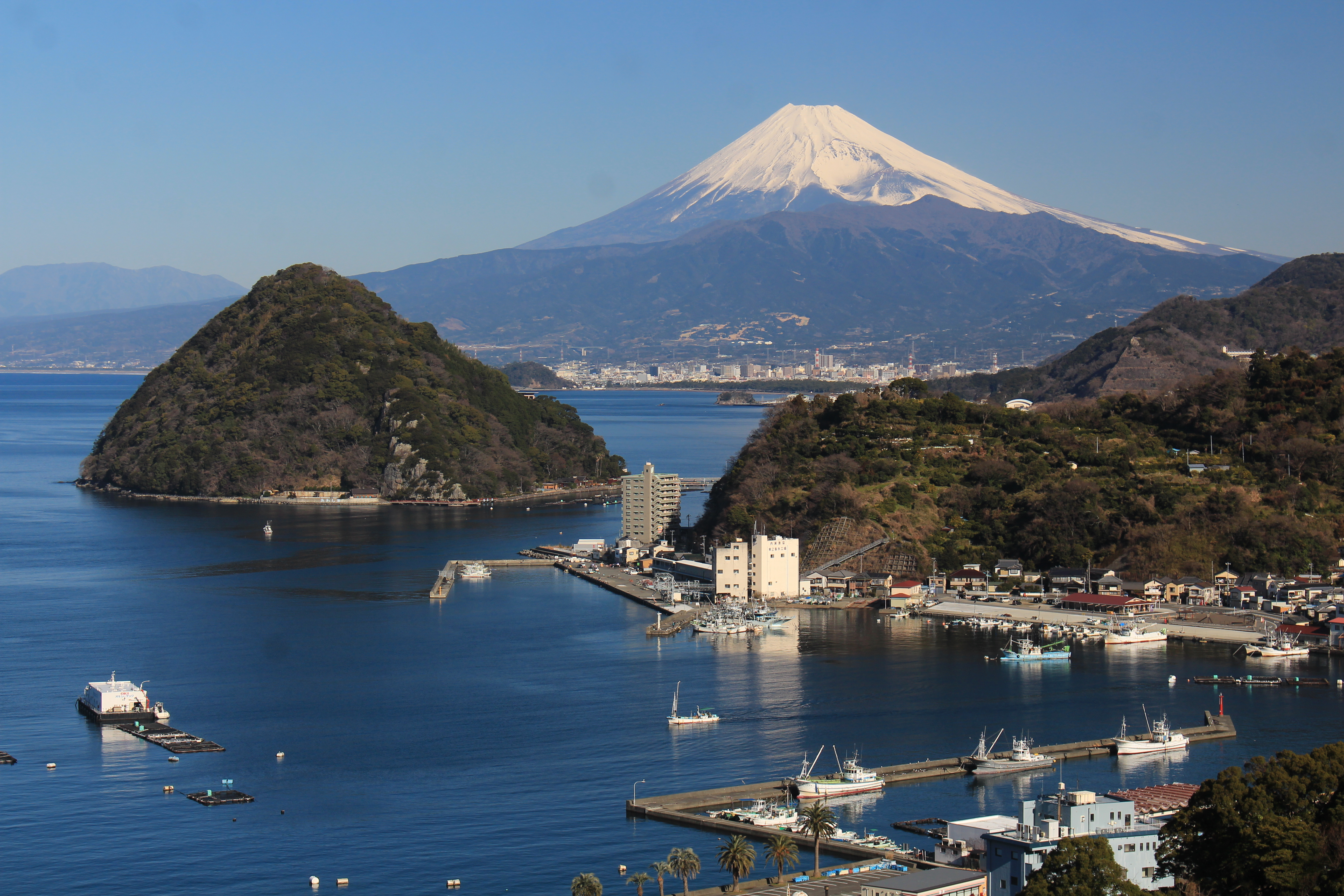
発端丈山の登山道から望む内浦湾に浮かぶ淡島と富士山

## 登山
登山やハイキングの対象となる山で、数本の登山道が開設されている。「静岡の百山」のひとつとして静岡百山研究会に選定されている。山頂は北西方向が開けており、駿河湾と富士山が眺められるが、麓の海岸線は木々によって遮られ見えない。富士山までの距離は約42 km。ただし山腹の展望台からは駿河湾奥部の海岸線が一望できる。伊豆の国市の城山や葛城山を含めたコースで歩くハイカーもいる。三津からのコースは静岡県版「山のグレーディング」検討会により、技術的難易度が「ランクA/(A-E)」（低い-中程度）、体力度が「1/1-10」（低程度、日帰りが可能）とされている。ハイキングの文脈では、この城山、葛城山、発端丈山を「伊豆三山」と総称することも多い。